# 성북로 (대구)
성북로(Seongbuk-ro)는 대구광역시 북구 침산동 오봉오거리에서  북구 침산동 성북교교차로를 잇는 대구광역시의 도로이다.

## 주요 경유지
대구광역시
- 북구 (침산동)

## 노선
| 이름               | 접속 노선                        | 소재지          | 소재지          | 비고            |
| 침산남로와 직결    | 침산남로와 직결                  | 침산남로와 직결 | 침산남로와 직결 | 침산남로와 직결 |
| ------------------ | -------------------------------- | --------------- | --------------- | --------------- |
| 오봉오거리         | 원대로 침산남로13길              | 북구            | 침산동          |                 |
| 침산초등학교네거리 | 침산남로19길 성북로5길           | 북구            | 침산동          |                 |
| 북침산네거리       | 대구광역시도 제59호선 (침산로)   | 북구            | 침산동          |                 |
| 성북교서편 교차로  | 대구광역시도 제11호선 (신천대로) | 북구            | 침산동          |                 |
| 성북교 교차로      | 대구광역시도 제13호선 (신천동로) | 북구            | 침산동          |                 |
| 연암로와 직결      |                                  |                 |                 |                 |

## 주요 건물 및 시설
- 교촌치킨 침산점 (성북로 1/침산동 457-31)
- 대구침산초등학교 (성북로 25/침산동 465)
- 대구침산2동취급국 (침산로 70/침산동 335-32)